# (32449) Crystalmiller
(32449) Crystalmiller est un astéroïde de la ceinture principale.

## Description
(32449) Crystalmiller est un astéroïde de la ceinture principale. Il fut découvert le 23 septembre 2000 à Socorro par le projet LINEAR. Il présente une orbite caractérisée par un demi-grand axe de 2,31 UA, une excentricité de 0,12 et une inclinaison de 8,9° par rapport à l'écliptique.

## Compléments